# Florence Price
Florence Beatrice Price (nascuda Smith; 9 d'abril de 1887 - 3 de juny de 1953) fou una compositora clàssica, pianista, organista i pedagoga musical estatunidenca. Price és considerada la primera dona afroamericana en ser reconeguda com a compositora simfònica, i la primera en tenir una composició interpretada per una orquestra important.

## Biografia

### Primers anys
Florence Beatrice Smith filla de Florence (Gulliver) i James H. Smith nasqué el 9 d'abril de 1887 a Little Rock, Arkansas, una de tres filles en una família multiracial. Malgrat les problemàtiques racials de l'època, la seva família fou respectada i ben considerada dins de la seva comunitat. El seu pare era l'únic dentista afroamericà de la ciutat, i la seva mare era mestra de música, ja que fou qui inicià la formació musical de Florence. Florence feu la seva primera audició de piano als quatre anys i publicà la seva primera composició als onze.
En el moment que va complir els catorze anys, Florence ja s'havia graduat amb èxit, la primera de la seva classe. Després de l'institut, es matriculà a la New England Conservatory of Music a Boston, Massachusetts en l'especialitat de piano i orgue. Inicialment, va fer veure que era mexicana per evitar la discriminació racial que hagués sofert com a dona afroamericana, registrant el seu lloc d'origen com a "Pueblo, Mèxic." Al Conservatori, va estudiar composició i contrapunt amb els compositors George Chadwick i Frederick Conversa. Durant el temps que estudià allà, Smith escrigué el seu primer trio de corda i la seva primera simfonia. Es graduà cum laude el 1906 amb la titulació de l'especialitat d'orgue i un certificat d'ensenyament.

### Carrera
Smith retornà a Arkansas, on treballà de mestra breument, abans de mudar-se a Atlanta, Geòrgia a l'any 1910. Allà esdevingué la cap del departament de música a l'actual Clark Atlanta University, una universitat coneguda històricament per la seva alta proporció d'alumnes afroamericans matriculats. Al 1912, es va casar amb Thomas J. Price, un advocat, i junts retornaren a Little Rock, Arkansas, on ell exercia. No obstant això, degut a una sèrie d'incidents racials a Little Rock, particularment el linxament d'un home negre el 1927, la família Price decidí marxar de la ciutat. De la mateixa manera que moltes famílies negres que vivien al "Deep South", es van mudar al nord durant la "Great Migration" per escapar de les lleis Jim Crow, i s'instal·laren a Chicago, una ciutat industrial important.

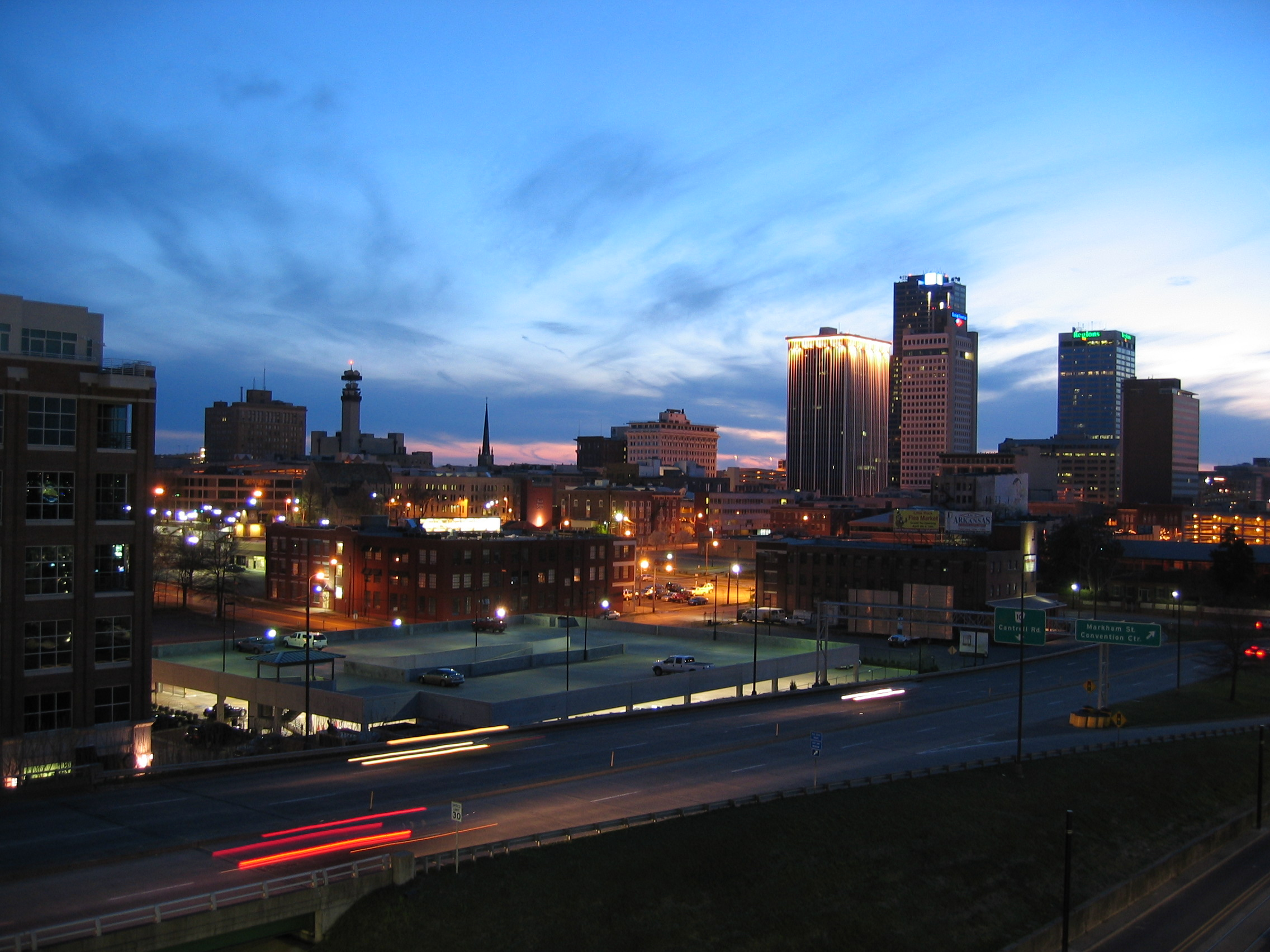
Skyline of Little Rock, Arkansas - 20050319

A Chicago Florence Price començà un nou i enriquidor període de la seva carrera compositiva. Estudià composició, orquestració, i orgue amb els grans mestres de la ciutat, incloent Arthur Olaf Andersen, Carl Busch, Wesley La Violette, i Leo Sowerby. Publicà quatre peces per piano al 1928. Durant la seva estada a Chicago, Price es matriculà a diverses universitats (Chicago Musical College, Chicago Teacher's College, Universitat de Chicago, i American Conservatory of Music), i va estudiar llengües, arts liberals i música. Al 1931 es divorcià, arran dels problemes econòmics i l'abús que exercia el seu marit contra ella, i tota sola es feu càrrec de les dues filles. Per arribar a final de mes, treballà com a organista per a projeccions de cinema mut i compongué cançons per anuncis de la ràdio fent ús d'un pseudònim. Durant aquest temps, Price visqué amb amics. Finalment va acabar mudant-se junt amb la seva alumna i amiga, Margaret Bonds, una altra pianista i compositora afroamericana. Aquesta amistat connectà Price amb l'escriptor Langston Hughes i la contralt Marian Anderson, dues figures destacades en el món de l'art que foren importants per l'èxit futur de Price com a compositora.
Juntes, Price i Bonds començaren a aconseguir reconeixement nacional per les seves composicions i actuacions. El 1932, Price i Bonds van presentar composicions per als premis "Wanamaker Foundation Awards". Price fou guardonada amb el primer premi per la seva Simfonia en mi menor i amb el tercer per la seva Sonata per a piano, i aconseguí un premi de 500 dòlars.  Bonds guanyar el primer premi en la categoria de cançons, amb una cançó titulada "Sea Ghost". L'Orquestra Simfònica de Chicago, dirigida per Frederick Stock, estrenà la simfonia el 15 de juny de 1933, convertint la peça de Price en la primera composició d'una dona afroamericana interpretada per una orquestra important.
Un bon nombre d'obres orquestrals de Price foren interpretades per la WPA Symphony Orchestra of Detroit, la Chicago Women's Symphony, i la Women's Symphony Orchestra of Chicago. Price escrigué altres obres orquestrals extenses, música de cambra, cançons, obres per a violí, himnes per a orgue, peces de piano, arranjaments d'espirituals, quatre simfonies, tres concerts per a piano, i un concert per a violí. Algunes de les seves obres més populars són: Three Little Negro Dances, Songs to the Dark Virgin, My Soul's Been Anchored in the Lord per a piano o orquestra i veu, i Moon Bridge. Price feu molt ús de ritmes i melodies característiques afroamericanes a moltes de les seves obres.
Les obres Concert Overture on Negro Spirituals, Simfonia en Mi menor, i Negro Folksongs in Counterpoint per a quartet de corda, són excel·lents exemples de la seva obra idiomàtica. Price fou acceptada a la American Society of Composers Authors, and Publishers el 1940 per la seva feina com a compositora. El 1949, Price publicà dos dels seus arranjaments espirituals, I Am Bound for the Kingdom, i I'm Workin' on My Buildin', i els va dedicar a Marian Anderson, qui els interpretà regularment.

## Vida personal i mort
El 1912, Price es casà amb Thomas J. Price i retornà d'Atlanta a Arkansas. Junts, tingueren dues filles i un fill; Florence (d. 1975), Edith i Thomas Jr. Els nens de Price creixeren a Chicago. Florence Price es divorcià de Thomas Price el gener de 1931, i el 14 de febrer de 1931, es casà amb el vidu Pusey Dell Arnett (1875–1957), un agent d'assegurança i ex-jugador de beisbol de Chicago Unions 13 anys més gran que ella. Ella i Arnett es separaren a l'abril del 1934; pel que sembla, mai van arribar a divorciar-se. El dia 3 de juny de 1953, Florence mor d'un infart dins Chicago, Illinois, als 66 anys d'edat.

## Descoberta de manuscrits
Després de la seva mort, moltes de les seves obres es van veure eclipsades per l'arribada massiva de nous estils musicals degut a la rapidesa amb la que canviaren els gustos de la societat moderna. Algunes de les seves obres s'han perdut, però gràcies a que cada cop hi ha més reconeixement per a les compositores afroamericanes, creix també l'atenció per l'obra de Florence. Al 2001, la Women's Philharmonic creà un àlbum d'algunes de les seves obres. I el desembre de 2011, la pianista Karen Walwyn i The New Black Repertory Ensemble interpretaren el Concerto in One Movement i la Simfonia en mi menor. Al 2009 es recuperaren tres arranjaments de la seva obra Abraham Lincoln Walks at Midnight (un dels arranjaments és per a orquestra, orgue, cor, i solistes), i l'estrenà el 12 d'abril de 2019 Du Bois Orquestra i Lyricora Chamber Choir a Cambridge, Massachusetts.
Al 2009, es trobà una col·lecció àmplia i substancial d'obres i altres documents de l'autora a una casa abandonada en ruïnes als afores de St. Anne, Illinois. Dins d'aquesta troballa es recuperen dotzenes de les seves partitures, incloent els seus dos concerts per a violí i la seva quarta simfonia. Com Alex Ross declarà a la revista The New Yorker al febrer de 2018, "Florence no només es trobava fora del canon de l'època; una gran quantitat de la seva música va correr un perill molt gran de ser oblidada. Aquella casa ruïnosa a St. Anne és un símbol molt potent de com un país pot oblidar la seva història cultural."
El novembre de 2018, l'empresa de G. Schirmer, que es troba a Nova York, anuncia haver adquirit els drets del catàleg complet de Florence Price de manera exclusiva a tot el món.

## Estil compositiu
Tot i que la seva formació estigués impregnada de tradició europea, la música del Price consisteix majoritàriament d'un so i llenguatge molt americà que deixa constància de les seves arrels del sud. Escriu amb un estil molt propi de la seva cultura, utilitzant sons i idees que reflecteixen la realitat de la societat urbana. Essent una persona molt compromesa amb el cristianisme, freqüentment utilitza la música de l'església afroamericana com a base pels seus arranjaments. Per insistència del seu mentor George Whitefield Chadwick, Price comença a incorporar elements de l'espiritual negre, posant molt èmfasi en el ritme dels mateixos espirituals de manera que no utilitzava el text d'una forma literal. Les seves melodies s'inspiren en el blues i les barreja amb tècniques més tradicionals de la música romàntica europea. La mescla de tradició i modernisme reflecteix com era la vida de les persones afroamericanes en les ciutats grans de l'època.

## Llegat i homenatges
El 1964, el districte escolar "Chicago Public Schools" obre l'escola de primaria Florence B. Price Elementary School (coneguda també com a Price Lit & Writing Elementary School) al barri de North Kenwood a Chicago, Illinois en honor seu. Els estudiants són majoritàriament d'ètnia afroamericana. L'escola estigué oberta del 1964 fins al 2011, quan el districte escolar decidí reduir-la progressivament a causa del baix rendiment acadèmic que finalment portà al seu tancament al 2013. L'escola va gaudir de la presència d'un piano que havia pertangut a Price. L'edifici escolar es reutilitza com a església local com a mínim fins al 2019. Al febrer de 2019, La Universitat d'Arkansas fa un concert en honor de Price. A l'octubre del 2019, el Festival Internacional Florence Price (International Florence Price Festival) anuncia que la seva inauguració, celebrant la música de Price, es faria a la University of Maryland School of Music a l'agost 2020. Del 4 al 8 de gener de 2021 Price va ser la compositora de la setmana a la secció Composer of the Week de la BBC Radio 3.

## Obres

### Simfonies
- Simfonia Núm. 1 en Mi Menor (1931–32); Primer Premi al concurs Rodman Wanamaker, 1932
- Simfonia Núm. 2 en Sol Menor (c. 1935)
- Simfonia Núm. 3 en Do Menor (1938–40)
- Simfonia Núm. 4 en Re Menor (1945)

### Concerts
- Concert per a piano en Re menor (1932–34); sovint referit com a Concert de Piano en Un Moviment, tot i que la obra conté tres moviments separats.
- Concert per a violí Núm. 1 en Re Major (1939)
- Concert per a violí Núm. 2 en Re Menor (1952)
- Rapsòdia/Fantasia per a piano i orquestra (la data és desconeguda, possiblement incompleta).

### Altres obres orquestrals
- Ethiopia's Shadow in America (1929–32)[27]
- Mississippi River Suite (1934); tot i estar etiquetada com a "suite", l'obra consisteix en un moviment continu de gran escala, on hi ha referències a "Cançons del Riu Mississipi" (Mississippi River Songs) famoses, com per exemple “Get Down, Moses”, “Nobody Knows the Trouble I’ve Seen” i "Deep River".
- Chicago Suite (data desconeguda)
- Colonial Dance Symphony (data desconeguda)
- Concert Overture No. 1 (data desconeguda); basat en l'espiritual negre "espiritual, "Sinner, Please Don’t Let This Harvest Pass"[28]
- Concert Overture No. 2 (1943); basat en tres espirituals negres ("Go Down Moses", "Ev'ry Time I Feel the Spirit", "Nobody Knows the Trouble I've Seen")[29]
- The Oak, poema simfònic (1943); de vegades referit com a Songs of the Oak.
- Suite of Negro Dances (estrenat el 1951; versió orquestral del Three Little Negro Dances per a piano, 1933;); també refDances in the Canebrakes (versió orquestral la obra homònima per a piano, 1953)la obra homònima per a piano, 1953)

### Coral
- "The Moon Bridge" (M. R. Gamble), SSA, 1930;
- "The New Moon", SSAA, 2 pf, 1930;
- "The Wind and the Sea" (P. L. Dunbar), SSAATTBB, pf, str qt, 1934;
- "Night" (Bessie Mayle), SSA, pf (1945)[30]
- "Witch of the Meadow" (Gamble), SSA (1947);
- "Sea Gulls", female chorus, fl, cl, vn, va, vc, pf, by 1951;
- "Nature's Magic" (Gamble), SSA (1953);
- "Song for Snow" (E. Coatsworth), SATB (1957);
- "Abraham Lincoln walks at midnight" (V. Lindsay), mixed vv, orch, org;
- "After the 1st and 6th Commandments", SATB;
- "Communion Service", F, SATB, org;
- "Nod" (W. de la Mare), TTBB;
- Resignation (Price), SATB;
- "Song of Hope" (Price);
- "Spring Journey", SSA, str qt

### Peces per a veu (amb acompanyament de piano)
- "Don't You Tell Me No" (Price) (between 1931 and 1934)[31][32]
- "Dreamin' Town" (Dunbar), 1934;
- 4 Songs, B-Bar, 1935;
- "My Dream" (Hughes), 1935;
- "Dawn's Awakening" (J. J. Burke), 1936;
- Four Songs from The Weary Blues (Hughes) (April 26, 1935): "My Dream,"[33] "Songs to the Dark Virgin," "Ardella," "Dream Ships.[34][35][36]"[Note: The Weary Blues here refers to the anthology volume, not the title poem itself]
- Monologue for the Working Class[31][37][38] (Langston Hughes) (Oct. 1941)
- "Hold Fast to Dreams" (Hughes), 1945;
- "Night" (L. C. Wallace), (1946);
- "Out of the South Blew a Wind" (F.C. Woods), (1946);
- "An April Day" (J. F. Cotter), (1949);
- "The Envious Wren" (A. and P. Carey);
- "Fantasy in Purple" (Hughes);
- "Feet o' Jesus" (Hughes);
- "Forever" (Dunbar);
- "The Glory of the Day was in her Face" (J. W. Johnson);
- "The Heart of a Woman" (G. D. Johnson);
- "Love-in-a-Mist" (Gamble);
- "Nightfall" (Dunbar); "Resignation" (Price), also arr. chorus;
- "Song of the Open Road; Sympathy" (Dunbar);
- "To my Little Son" (J. J. Davis);
- "Travel's End" (M. F. Hoisington);
- "Judgement Day" (Hughes)
- "Some o' These Days"
- about 90 other works

### Música de Cambra instrumental
- Andante contra espressione (1929)
- Quartet de corda (Núm. 1) en Sol Major (1929)[39]
- Fantasia [Núm. 1] en Sol Menor per a Violí i Piano (1933)
- Quartet de corda (Núm. 2) en La Menor (publicat el 1935)[40][41]
- Fantasia [Núm. 2] en Fa sostingut Menor per a Violí i Piano (1940)
- Quintet de piano en Mi menor (1936)
- Quintet de piano en La menor
- Five Folksongs in Counterpoint per a Quartet de Corda
- Suite (Octet) per Vent Metall i Piano (1930)[42]
- Moods, per a Flauta, Clarinet i Piano (1953)
- Spring Journey, per a 2 violins, viola, cello, contrabaix i piano

### Obres per a piano

#### Arranjaments d'espirituals
- "My soul's been anchored in de Lord", 1v, pf (1937), arr. 1v, orch, arr. chorus, pf;
- "Nobody knows the trouble I've Seen (Philadelphia: Theodore Presser, 1938);
- "Some o' These Days," 1v, pf
- Two Traditional Negro Spirituals, 1 v, pf (1940): "I Am Bound for the Kingdom" and "I'm Workin' on My Buildin'"
- "Were you there when they crucified my Lord?", pf (1942);
- "I am bound for the kingdom", 1v, pf (1948);
- "I'm workin' on my building", 1v, pf job at Florida[43]
- "Heav'n bound soldier", male chorus, 1949 [2 arrs.]

#### Sense data
- "Joshua Fit de Battle of Jericho" (ca. 1950)
- "Peter, Go Ring dem Bells" (undated)
- Variations on a Folksong (Peter, go ring dem bells)", org (1996);
- "I couldn't hear nobody pray", SSAATTBB;
- "Save me, Lord, save me", 1v, pf;
- "Trouble done come my way", 1v, pf;
- 12 altres obres
- MSS de 40 cançons aUS-PHu; altres MSS a col·leccions privades; papers i duplicats MSS a U. de Arkansas, Florida.

### Obres per a Orgue
(Subministrat per Calvert Johnson)
- Adoration in The Organ Portfolio vol. 15/86 (Des. 1951), Dayton OH: Lorenz Editorial Co., 34–35.
- Andante, 24 de juliol de 1952
- Andantino
- Allegretto
- Cantilena 10 de març de 1951
- Caprice
- Dainty Lass, 19 de novembre de 1936
- The Hour Glass [anteriorment Sandman]. Junt amb Retrospection com a No. 1
- Hour of Peace or Hour of Contentment or Gentle Heart, 16 de novembre de 1951
- In Quiet Mood [anteriorment Evening and then Impromptu]. Nova York: Galaxy Music Corp, 1951 (datat al 7 d'agost 1941))
- Little Melody
- Little Pastorale
- Offertory in The Organ Portfolio vol. 17/130 (1953). Dayton OH: Lorenz Publishing Co., 1953
- Passacaglia and Fugue, gener de 1927
- A Pleasant Thought, 10 de desembre de 1951
- Prelude and Fantasie, ca.1942
- Retrospection [formerly An Elf on a Moonbeam]. Junt amb The Hour Glass com a No. 2
- Steal Away to Jesus, 19 de novembre de 1936
- Suite No. 1, 6 d'abril de 1942
- Memory Mist (1949)
- Tempo moderato [sense títol], fet malbé i possiblement incomplert.
- Variations on a Folksong
  - Editors principals: Fischer, Gamble-Hinged, Handy, McKinley, Presser

### Obres per a Violí (amb acompanyament de Piano)
- Andante Con Espressione
- Deserted Garden
- Elefentanz
- Fantasia en Sol menor per a violí i piano (1933)

## Discografia
- Althea Waites Performs the Piano Music of Florence Price. Cambria Records, 1987.[44]
- Art Songs by American Composers, performed by Yolanda Marcoulescou-Stern. Gasparo Records, 1993.
- Black Diamonds, performed by Althea Waites. Cambria Records, 1993.
- Florence Price: The Oak, Mississippi River Suite, and Symphony No. 3 / Women’s Philharmonic. Koch International Classics, 2001. Reprinted 2008.
- Lucille Field Sings Songs by American Women Composers. Cambria Records, 2006.
- Negro Speaks of Rivers / Odekhiren Amaize, David Korevaar. Musician’s Showcase, 2000.
- Chicago Renaissance Woman: Florence B. Price Organ Works; Calcante CAL 014 1997
- Florence B. Price: Concerto in One Movement and Symphony in E minor; Albany TROY1295, 2011.
- Florence B. Price: Violin Concertos Nos. 1 (D major - 1939) and 2 (D minor - 1952) / Er-Gene Kahng, Janacek Philharmonic, Ryan Cockerham. Albany TROY1706, 2018.
- Florence B. Price: Symphonies Nos. 1 (E minor - 1932) and 4 (D minor - 1945) / Fort Smith Symphony, John Jeter. Naxos American Classics, 2018.
- Florence B. Price: Dances in the Canebrakes (Nimble Feet / Tropical Noon / Silk Hat and Walking Cane) / Chicago Sinfonietta, Mei-Ann Chen. Album Project W - Works by Woman Composers. Cedille Records, 2019.
- Beyond the Traveler: Piano Music by Composers from Arkansas (Sonata in E minor) / Cole Burger, piano. MSR Classics, 2019.
- Florence Price: Symphony No. 3 and Concert Overture No. 1 / BBC National Orchestra of Wales, Michael Seal; BBC Symphony Orchestra, Valentina Peleggi. BBC Music Magazine BBCMM454, 2020
- Florence Price: The Deserted Garden (1933) and Elfentanz (undated) / Performed by Dawn Wohn, violin, and Esther Park, piano. Perspectives, Delos Music, 2019, DE 3547